# 跟蹤支援隊
行動支援組（綽號攻擊隊；英文：Operation  Support Unit，綽號：Hit Team）於1985年成立，隸屬於香港警務處刑事及保安處刑事部刑事情報科跟蹤組（F組）第3支隊（F3），為準軍事化特種警察部隊，主要責任為支援跟蹤組，進行定點跟蹤、提供隱密攝錄支援、設置監察儀器及安排接應警察車輛，並且執行高危險性拘捕。

## 組織
行動支援隊，人員大多數曾經駐守於機場特警組以至特別任務連，亦有少部份曾經駐守於衝鋒隊及要員保護組，擅長遠距離射擊及室內近身作戰。

## 歷史
由於刑事情報科跟蹤組所面對的匪徒極有可能是擁有強大火力的悍匪，又或者在拘捕行動中，人員需要預防匪徒突然發難，基於行動分秒必爭，為免錯失拘捕良機，以至不能夠等待其他部門前來支援，方才決定採取行動，故此刑事情報科於1985年成立了一支擁有強大火力及人員接受過特別訓練的攻堅隊伍──行動支援隊。

## 遴選訓練

### 遴選測試
投考加入跟蹤支援隊的人員，必須擁有冷靜頭腦、強健體魄、身手靈活，俱備耐力，服務紀錄良好，毋須矯視工具執勤，對游泳有非一般程度的掌握；於現時職級期間駐守於警察機動部隊或者完成標準偵緝訓練課程，並且已經通過手槍射擊課程。獲得所屬主管的推薦後，投考人會接受遴選測試（英文：pre-selection）。

### 身體檢查
成功通過遴選測試的投考人，會被安排接受全面性的身體檢查。

### 遴選
成功通過身體檢查的投考人，會被安排進入為期3日的遴選（通常於每年6月舉行）。先是一整日的體能測試，包括跑步5公里、舉重及攀爬等。於當晚可能被緊急召集，返回投考場地觀看閉路電視，及後接受考問有關內容，包括出入人數、出入人士所穿著的衣服顏色及款式，及當中某位人士的某項特徵等，以測試投考人的觀察力及記憶力，以及是否能夠在極度疲憊的情況下保持專注。

### 訓練
成功通過遴選的投考人，會被安排接受訓練，內容包括體能、游泳、潛水、槍械使用、室內近身作戰、跟蹤技術以及相關法律知識等等。完成所有訓練及考核後，方能成為正式一員。任期為最少4年。

## 培訓

### 院前創傷生命救援術
院前創傷生命救援術（英文：Prehospital Trauma Life Support，縮寫：PHTLS）為由香港警務處與香港聖約翰救傷會合作舉辦的課程，內容由美國緊急醫療技術人員協會及美國外科醫學院擬備，為期兩日在香港聖約翰救傷會總部舉行，由具備資格及在院前創傷生命救援術範疇服務中的在職醫生、護士和救護人員擔任導師，專門供予具備高級急救資格的警務人員修讀。課程旨在評估人員對處理嚴重受傷個案的知識（包括運動學中的創傷及生理學及病理學等）以及根據處境情況所採取的即時生命支援治療的技巧（包括驗傷、脊椎制動及氣道處理等）及水平。成功通過考核的人員將會獲得緊急醫療技術人員協會頒授院前創傷生命救援術證書。

### 警察輔助醫療急救課程
警察輔助醫療急救課程（英文：Police Paramedic Training Programme，縮寫：PPTP）於1995年起教授，是由香港警務處和醫院管理局合作舉辦的專業化急救及醫療訓練課程，用以專門訓練部分香港警務處部門的警務人員，人員接受訓練後會成為警察輔助醫療急救人員（英文：Police Paramedic Cadre，縮寫：PPC）；所獲得的資格，相等於一名擁有二級緊急輔助醫療資格的香港消防處救護隊目。課程由香港警務處顧問編排，為全球獨一無二的戰術及行動醫學的課程。為期10日的密集式訓練（包括到醫院實習）內容包括：氣道及呼吸的處理、中心靜脈導管、靜脈注射及輸液法、創傷處理、縫針技巧、高級心臟支援術、分流和災難應對、細菌、化學污染、輻射、核生化及恐怖襲擊處理等等。通過基本訓練後，人員將會被派往醫院急症室實習。為求掌握高水平的急救技巧，人員亦必須持續地複修有關的訓練課程。

### 警察導向戰術急救醫療課程
警察導向戰術急救醫療課程（英文：Police Oriented Tactical Emergency Medicine Course，縮寫：POTEM）於2006年11月起教授，由香港警察學院的3位醫療顧問設計，分別是醫院管理局新界東醫院聯網急症科統籌專員暨雅麗氏何妙齡那打素醫院急症科部門主管陳德勝醫生、新界西醫院聯網矯型及創傷學組聯網部門主管周育賢醫生和香港中文大學外科學系意外及急救醫學教學單位的郭浩祺教授，為專業化的戰術急救訓練課程，分為3個層次──初級、基本以及高級訓練，用以專門分別培育訓練部分香港警務處部門的警務人員，人員接受訓練後會成為警察醫療員（英文：Police Medic），在戰術環境、突發事故或者災難現場發生時為到傷者提供緊急醫療服務，避免救援及緊急醫療隊伍可能因為環境、時間及能力的阻礙而無辦法第一時間深入現場照顧傷者，延誤救治。
跟蹤支援隊人員需要接受當中為期8日、針對特別行動單位的行動需要而設計的高級訓練課程，課程內容涵蓋初基訓練課程中的日常警察事務期間所遇到的受傷事故，包括急救醫療集體打鬥所引起的創傷、爆炸或從高處墮下受傷以及四肢骨折等等技巧；基本訓練課程的戰術急救醫學、運輸醫學，以及槍傷和生化事故導致受傷個案的處理；以及高級訓練課程獨有的在戶外各種不同的模擬行動中進行訓練。

## 已知裝備
下列為已經曝光、記錄過或公開過的裝備。

### 夜視器材
- AN/PVS-7B：擁有紅外線照明，協助人員於微光環境獲得清楚視覺。

### 個人武器

#### 手槍
| 武器名稱         | 原產地 | 備註   |
| ---------------- | ------ | ------ |
| FN Hi-Power Mk 3 | 比利时 | 已退役 |
| 克拉克17         | 奥地利 | -      |
| 克拉克19         | 奥地利 | -      |

#### 衝鋒槍
| 武器名稱        | 原產地 | 備註   |
| --------------- | ------ | ------ |
| HK MP5A3        | 德国   | 已退役 |
| HK MP5S-K       | 德国   | 已退役 |
| SIG Sauer MPX   | 美国   | -      |
| SIG Sauer MPX-K | 美国   | -      |

#### 半自動步槍／突擊步槍
| 武器名稱    | 原產地 | 備註   |
| ----------- | ------ | ------ |
| 儒格Mini-14 | 美国   | 已退役 |
| SIG SG 516  | 美国   | -      |

#### 個人裝備
- 戰術頭盔
  -  M88 PASGT（已退役）
  -  Pro-Tec ACE（已退役）
  -  Ops-Core FAST Carbon
  -  Nexus SF M3 Helmet
  -  固固飛虎系列防彈頭盔 定制版
- 防彈衣
  -  Mehler Vario System COMFORT IV Covert Vest
- 護目鏡
  -  Pyramax I-Force Slim
- 抗噪耳機
  -  EARMOR M31H
- 伸縮警棍
- 防彈盾
  -  Mehler Vario System COMPACT FLEXIBLE SHIELD
- 閃光彈
- 煙霧彈
- 震撼彈
- 催淚彈
- 鐵鎚
- 定向炸藥
- 戰術電筒
  -  INFORCE系列
- 瞄準鏡
  -  Aimpoint（英语：Aimpoint） Pro紅點鏡（供SIG SG 516突擊步槍使用）
  -  SIG Romeo 4T紅點鏡（供SIG MPX／MPX-K衝鋒槍使用）
  -  Aimpoint 3XMag放大鏡（供SIG SG 516突擊步槍使用）
- 索帶
- 槍套
  -  Safariland 537
  -  Safariland 6005

## 大事記

### 拘捕葉繼歡
葉繼歡涉嫌於1984年10月連環持械行劫尖沙嘴景福金行及中環置地廣場迪生表行後，警務處根據葉繼歡好賭的性格，認為其需要急速地將賊贓出售以償還賭債。同年12月，跟蹤支援隊警長李光明被上司委派喬裝為買家「接贓」，帶同24萬港元現金與葉繼歡接洽購買逾260隻名貴手表，李光明與3名同僚同行，到達灣仔中環廣場地盤，按著身上左邊腰間佩槍示威的葉繼歡只是容許李光明一人登上其貨車進行交易。為了使到葉繼歡的雙手離開手槍，李光明掏出了10萬港元的一千元面額現金鈔票，乘葉繼歡點算之機表露身分及制服他，但是遭遇猛烈反抗，葉繼歡又拔出手槍指向著李光明，李光明當時緊捉著手槍的機板使葉繼歡沒有能夠開槍。後在同僚協助下，成功地拘捕葉繼歡。

### 拘捕季炳雄
2003年12月24日，於香港、中國大陸、加拿大及美國多處干犯過罪行，正在僱用省港旗兵準備於該年聖誕假期及翌年新年期間策劃及（於金鐘太古廣場或中環一間珠寶金行）進行連串持械行劫罪行，被香港警務處於2001年7月創下香港歷史上最高懸紅紀錄（200萬港元） 及被國際刑警組織出示紅色通緝令的「末代賊王」季炳雄 及其黨羽被特別任務連拘捕，結束自1980年代起，香港無間斷由省港旗兵策劃及參與的持械行劫罪行，為2000年代以後的香港治安奠定了基礎。
由於季炳雄涉及多宗的嚴重罪案，刑事情報科一直都鍥而不捨，由跟蹤組長期監視與季炳雄有接觸往來的親友或當年犯罪的同黨，包括於懲教署服刑中的有關人物在內，同時與懲教署聯絡，監視即將刑期滿出獄的積犯，亦密切注視數名被視為與季炳雄有聯繫的積犯。2003年8月，刑事情報科發現一名剛出獄的目標人物非常活躍，四出聯絡一批匪徒，懷疑密謀有所動作，跟蹤組遂奉召加入協助監視，至12月中旬發現一度於香港匿跡的季炳雄露面與上述人等接獲，並且遷入油麻地渡船角文匯街文景樓上擺下巢穴。期間跟蹤組一直有固定監視，至12月底發現其有大批相信為藏有軍火的行李分批從中國大陸運到。刑事情報科相信季炳雄集團正在策劃一連串的持械行劫罪行，於是聯同多個部門先發制人。24日凌晨兩時許，在主管歐陽照剛和副主管郭蔭庸領導下，特別任務連連同刑事情報科跟蹤支援隊以及有組織罪案及三合會調查科在油麻地渡船角文匯街文景樓部署，Z隊及跟蹤支援隊將目標建築物周邊的6條街道封鎖，並且重重布下防線；S隊則於文輝樓及文景樓外牆棚架上擺下埋伏。凌晨3時半，A隊以幾秒鐘時間，對12樓29室進行爆破及強攻進入。A隊先以定向炸藥炸開鐵閘，再以霰彈槍發射一粒重鋼珠擊毀門鎖，然後以大鐵鎚擊毀木門。A隊一擁而入，極速以大鐵鎚擊毀屋內三道房門，於靠近文英街的一房間內，將欲擒向前拿取一支已經上膛的曲尺手槍的季炳雄制服；季炳雄的黨羽吳振強（曾經與季炳雄一同參與持械行劫罪行，曾經因為一宗持械行劫罪案而被判入獄13年，於同年8月出獄後隨即與季炳雄再度會合）於另外一間房間內被制服。事件中起獲了近30年來最大批的軍火，包括1支AK-47突擊步槍、兩支霰彈槍、一支0.45口徑手槍、6支54式手槍、882發子彈及7個手雷。整件案件中特別任務連不費一彈、無人傷亡，疑犯亦被活捉，備受讚賞。時任香港行政長官董建華於同日下午親身前往香港警察總部高度讚揚參與行動的警務人員；事件被比喻為最平安的平安夜，提早給香港的聖誕禮物。

### 啟晴邨槍擊案
2014年6月1日上午，跟蹤支援隊包圍啟德啟晴邨樂晴樓1006室，參與拘捕涉及於日前（2014年5月31日）發生的槍擊案的疑犯。至早上11時許，疑犯突然開門及向人員射擊兩槍，人員則回擊一槍。其後，特別任務連趕赴現場，於早上11時45分左右，兩名人員從樓宇外遊繩而下，在同幢大廈11樓窗外高空戒備，最終疑犯於特別任務連強攻進入單位後被發現不省人事，相信已經吞槍自殺，被救護人員送往醫院搶救後，證實死亡。於行動中，共檢獲兩支手槍及（未計算此前已經發射的子彈）8發子彈。

## 已知行動紀錄
由於跟蹤支援隊屬於高度機密的部門，因此，絕大部分的行動均不被傳媒發現、報道或被公眾得悉。以下為自1990年年中開始至2024年間已經確定的行動紀錄：
- 1984年12月：拘捕葉繼歡
- 2003年12月24日：拘捕季炳雄
- 2004年10月25日上午10時45分：跟蹤支援隊於尖沙嘴金巴利道埋伏，目睹一部載有220箱、市場價值逾百萬港元鐘表零件的密斗貨車，駕駛至金巴利道近天文台道路邊卸下貨物時，兩名疑犯從前面線一部私家車跳出衝前，並且用槍指向司機及隨車工人的太陽穴，企圖騎劫該輛貨車，結果墮進警察繩網。跟蹤支援隊見時機成熟，迅即現身僕出，其中3名分別手持HK MP5冲锋枪及手槍的人員一馬當先衝至，並且喝令疑犯放棄槍械、舉手投降，其中一名疑犯舉向手槍指向人員，兩名人員先發制人，各轟一槍，成功拘捕該名疑犯；另外兩名疑犯驅動車輛欲意逃離，被來自四面八方的6部警察車輛逆線撞停。整個拘捕過程為謹90秒，檢獲了3支黑星手槍及21發子彈[52]。
- 2006年11月18日：一個有紀錄的持械行劫集團再度策劃一連串持械行劫打金工場的計劃，於中國大陸招攬省港旗兵，安排他們來香港犯罪。2006年11月16日，紅磡火車站金飾劫殺案及疑犯被拘捕後，西九龍總區重案組截聽疑犯電話通訊，成功鎖定疑犯藏身於順寧道一幢唐樓，為了避免打草驚蛇，跟蹤組進行了遠距離的監察，未能別確定其確實匿藏單位，警隊為了免夜長夢多，於同月18日由跟蹤支援隊攻堅，破門進入7樓7個單位搜查，並且成功拘捕疑犯。成功拘捕6名疑犯後，警隊馬不停蹄地追緝犯罪集團的同黨，於同日跟蹤支援隊聯同重案組包圍觀塘鴻圖道聯運工業大廈6樓一個單位，破門而入，成功拘捕該犯罪集團的主腦，並且起回全部賊贓[53][54]。
- 地產富商陳桂洪綁架案[55][56][57]
- 香港大學助理教授柯丹綁架案[58]
- 2008年香港性工作者連環兇殺案[59]
- 2010年6月5日，懷疑有水房成員企圖爭奪坐館而策劃槍殺競爭對手，跟蹤支援隊趁疑犯和非法軍火提供者在深水埗區一家茶餐廳交易時將疑犯制服[60]。
- 2012年6月20日清晨，跟蹤組與重案組於吐露港公路分別乘搭10多輛警察私家車從上水追捕一輛懷疑涉及與當天朝早於上水發生的持械行劫車輛案件的密斗貨車達到26公里，期間可疑車輛撼壆撞毀續後繼續逃走，至沙田路時被截停，4名疑犯跳車逃跑，由跟蹤支援隊拔槍圍捕，將4名疑犯制服及拘捕[61][62][63]，並且於行動中起回一批證物[64][65][66][67][68][69][70]
- 2012年11月13日上午11時40分，跟蹤組在上水順欣花園第1座埋伏及監視，發現有3名爆竊積犯在爆竊一間中層住宅單位後，盜走了一個夾萬及一批金飾，跟蹤支援隊於疑犯準備逃走時採取行動，雙方爆發混戰，兩名疑犯企圖搶走警槍失敗，惟成功搶走伸縮警棍及反抗，人員隨即拔槍，當場制服兩人；另外一名疑犯則駕駛逃走，結果被包圍束手就擒，撿回夾萬，當中包括6,600港元現金及一批價值約15萬港元的首飾[71]。
- 2012年12月6日：根據西九龍總區刑事總部接獲情報指出，有爆竊集團在區內肆虐，遂派遣跟蹤組日以繼夜監視目標人物，經過深入調查發現目標人物蠢再犯案，於12月6日凌晨出動跟蹤支援隊及重案組在尖沙咀一帶埋伏。期間由5名中國大陸人和兩名香港人組成的爆竊集團爆竊進入位於尖沙咀星光行1樓的一間二手名牌包旗艦店，墮入警網。人員隨即展開圍捕，一名疑犯隨即就擒，另外5名疑犯則乘坐一輛七人車，被圍堵時亡命撞擊前後夾攻的警察車輛，並且沿著梳士巴利道奔馳紅磡後棄車逃跑，亦先後被拘捕；其中司機疑犯一度失蹤，人員隨即兵分兩路，一邊沿著港鐵東鐵線搜索，另外一邊直奔羅湖口岸，最終在羅湖站將其拘捕。至於一名偽裝為途人進行遠距離把風的集團首領，被跟蹤至柯士甸道後亦被拘捕[72][73]。
- 2014年6月1日：啟晴邨槍擊案
- 2019年7月3日：落馬洲邊境口岸企圖行劫案[74]
- 2019年12月3日：何文田開槍阻企圖行劫 [75]
- 2022年1月14日：旺角通菜街包抄可疑車輛[76]
- 2024年5月7日：尖沙咀持械行劫案[77]

## 軼事
當正式展開拘捕行動時，跟蹤支援隊會先藏身於密封貨車（警察車輛），收到指揮官的指令後，會隨即下車現身執行拘捕行動。在控制場面後，跟蹤支援隊會通知在外圍候命的有組織罪案及三合會調查科人員接管，與跟蹤組立刻撤離現場，避免使到身分曝光。跟蹤支援隊屬於高度機密的部門，比起特別任務連更少曝光於人前。

## 以跟蹤支援隊為題材的作品
跟蹤支援隊角色一直有在電影及電視劇中亮相，包括《跟蹤》（2007年）、《撕票風雲》（2010年）、《潛行狙擊》（2011年）、《寒戰》（2012年）、《風暴》（2013年）及《使徒行者》（2014年）《守城》（2020年）《守城前傳》（2023年）。

### 電影
- 《重裝警察》（1999年）

## 相關參見
- 特別任務連

## 外部連結

### 《警聲》
- 歡迎加入跟蹤支援隊 （页面存档备份，存于）
- 刑事情報科 （页面存档备份，存于）
- 刑事情報科 （页面存档备份，存于）
- 招募刑事情報科跟蹤支援隊 （Hit-Team）職位空缺 （页面存档备份，存于）
- Criminal Intelligence Bureau （页面存档备份，存于）
- 刑事情報科招募計劃 （页面存档备份，存于）
- 刑事情報科行動支援組　遴選簡介會 （页面存档备份，存于）
- 刑事情報科行動支援組　遴選簡介會 （页面存档备份，存于）
- 遴選簡介會 （页面存档备份，存于）
- 刑事情報科攻擊隊 （页面存档备份，存于）
- 刑事情報科攻擊隊 （页面存档备份，存于）